# Królewski Instytut Architektów Brytyjskich

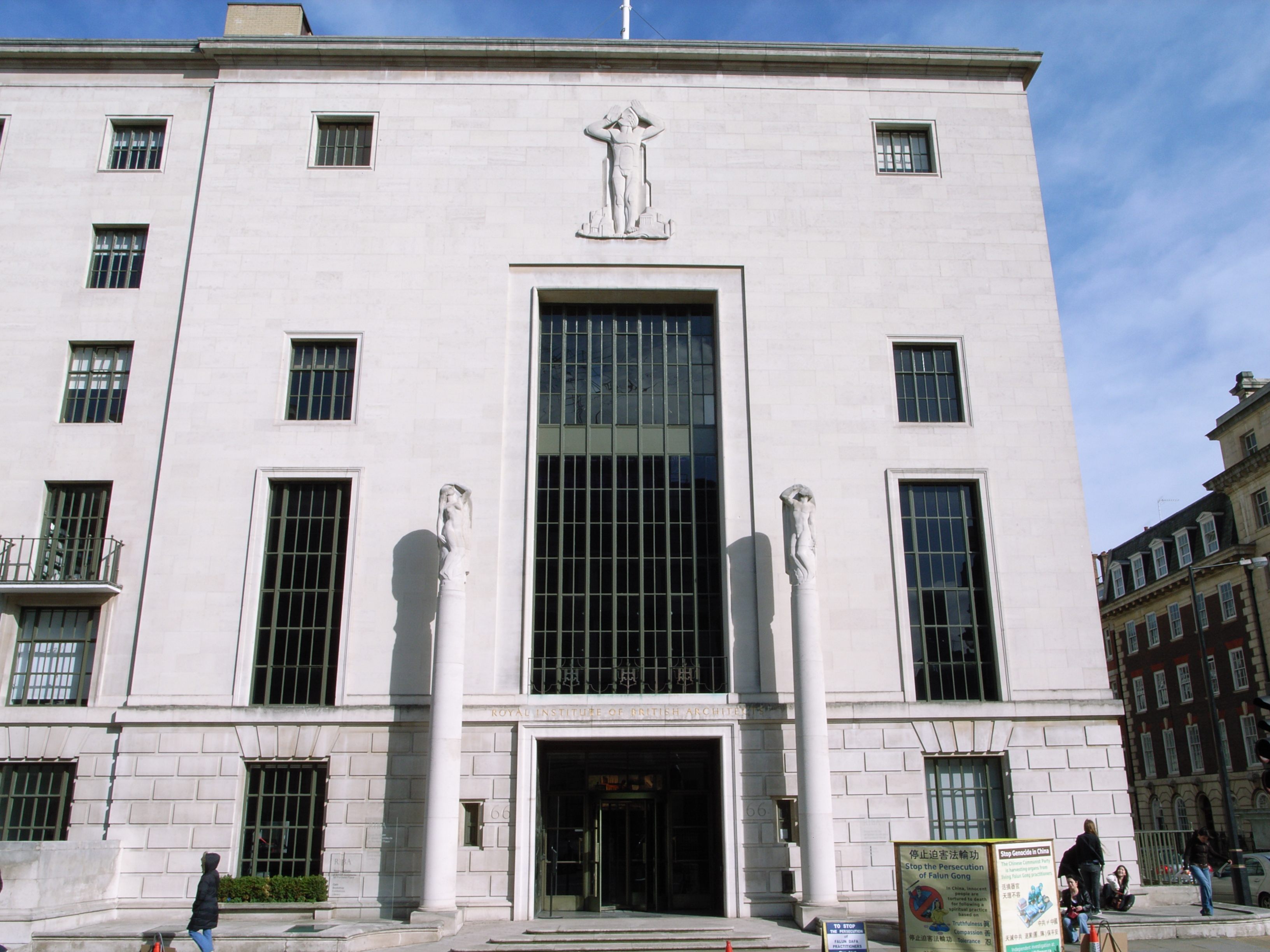
Budynek Królewskiego Instytutu Architektów Brytyjskich, przy Portland Place w Londynie

Królewski Instytut Architektów Brytyjskich, RIBA (od ang. Royal Institute of British Architects) – profesjonalna instytucja zrzeszająca architektów w Wielkiej Brytanii.
Stowarzyszenie pierwotnie nazywało się Institute of British Architects in London. Zostało założone w 1834 przez znanych architektów, do których zaliczali się Philip Hardwick, Thomas Allom, William Donthorne, Thomas Donaldson, John Buonarotti Papworth i Thomas de Grey. RIBA zrzesza 44 000 członków.
Główny budynek RIBA, zaprojektowany przez architekta George Grey Wornum z rzeźbami autorstwa Edwarda Bainbridge’a Copnalla i Jamesa Woodforda, znajduje się przy Portland Place 66 w Londynie i jest pod ochroną konserwatorską. Budynek jest otwarty dla zwiedzających z uwagi na księgarnię, bibliotekę, kawiarnię, restaurację oraz sale wykładowe.

## Oznaczenia
- ARIBA: Associate of the Royal Institute of British Architects
- FRIBA: Fellow of the Royal Institute of British Architects (obecnie honorowo przyznawana)
- RIBA: Chartered member of the Royal Institute of British Architects
- Funkcja prezydenta posiada oznaczenie PRIBA, zaś zakończona prezydentura PPRIBA (Past President of RIBA)